# Швейная промышленность

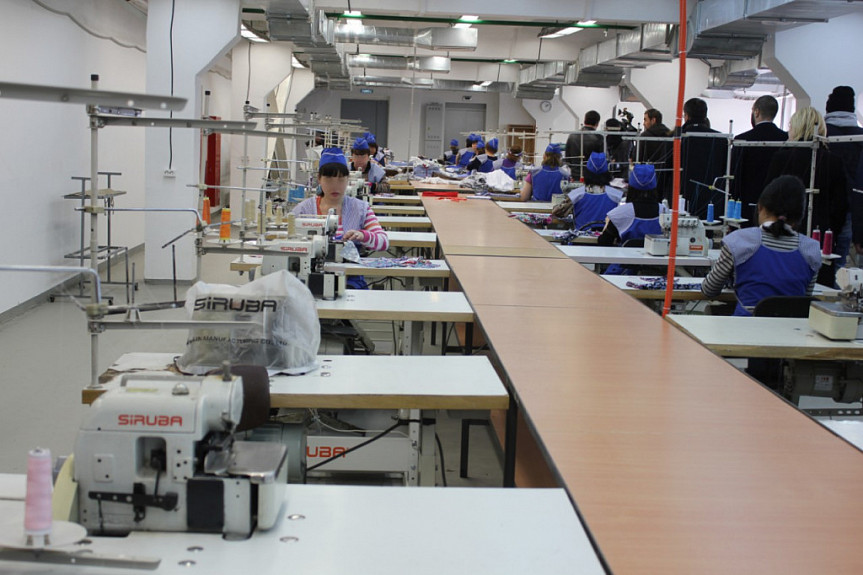
Швейная фабрика в Бурятии

Швейная промышленность — отрасль лёгкой промышленности, производящая одежду и други швейные изделия (пошив) бытового и технического назначения из тканей, трикотажных полотен, искусственной и натуральной кожи и меха, новых конструкционных материалов, а также разнообразных отделочных материалов и фурнитуры.

## История

### XIX — начало XX века
В середине XIX столетия на смену кустарному пришло массовое производство одежды, возникшее впервые во Франции: в 1820 году в Париже несколько предприимчивых старьёвщиков решили скупить по низким ценам залежавшиеся у портных товары и продать их на рынке. Воодушевлённые прибылью старьёвщики на этом не остановились — они набрали мастеров, которые и начали шить в их ателье одежду. Так зародилась новая форма изготовления одежды.
В царской России на первом месте по производству готового платья стояли Москва, Санкт-Петербург, затем Киев, Нижний Новгород, Казань. Одежду производили преимущественно кустари, работавшие в мелких мастерских. Крупные швейные предприятия насчитывались единицами. В Москве, например, владельцами этих предприятий были известные торговые фирмы готового платья: Мандль, Розенцвайг, Тиль, братья Петуховы.
Эти предприятия, в особенности перед Первой мировой войной и во время войны, по объёму производства хотя и были близки к современным фабрикам малой мощности, но по организации производства и труда, по наличию техники это были скорее мастерские, то есть машинное производство модели вместе с раскроем отправляли надомникам, от которых получали уже готовую одежду. Надомные работники трудились по 12-16 часов сутки. Большинство надомных работников составляли женщины и дети, как самая дешёвая рабочая сила.

## Настоящее время
Из промышленно развитых стран наиболее крупную швейную промышленность имеют США, Италия, Германия, Франция, Великобритания, Япония. В большинстве из них наблюдается значительный спад в этой отрасли промышленности (главным образом из-за растущего производства в Азии).
Важнейшие швейные фирмы: в США — «Леви Страусс» (Levi Strauss & Co.), «Филлипс ван Хенсен корпорейшен» (Phillips Van Hensen Corp.); в Италии — «Леболе» (Lebole), «Фачис» (Facis); в ФРГ — «Б. и А. Беккер» (В. а. А. Becker GmbH), «Николаус Болль» (Nikolaus Boll Fabrik modischer Anzüge GmbH) — фабрика по изготовлению модных костюмов; во Франции — «Вестра-Юньон манюфактюр де ветман» (Vestra-Union Manuracture de Vetements), «Ветман Арман Тьери» (Vetements Armand Thiéry Ainé); в Великобритании — «Арса трейдинг корпорейшен лтд» (Arsa Trading Со. Ltd), «Дебретта лтд» (Debretta Ltd); в Японии — «Тэйдзин лимитед» (Teijin Limited), «Вако Коэки корпорейшен лтд» (The Wako Koeki Со. Ltd).
Крупные швейные производства имеют и развивающиеся страны — Китай, Индия, Индонезия, Вьетнам. Многие западные фирмы перенесли сюда свои производства из Америки и Европы из-за исключительно дешёвой рабочей силы в этих регионах.
Объем международной торговли одеждой по итогам 2022 г. достиг 586 млрд. долл. (2,3% мировой торговли товарами). Весь глобальный рынок одежды по итогам 2022 г. оценивается в 1,53 трлн долл. В экспорте одежды четверку лидеров составляют Китай, ЕС, Бангладеш и Вьетнам, на которые приходится 72,8% мирового экспорта. Доля одежды в экспорте Китая составляет 5,2% (для сравнения: для Пакистана доля экспорта одежды в общем экспорте страны составляет более 40%, для Камбоджи – более 30%). Китай также стал заметным потребителем одежды как импортной, так и собственного производства. Электронная торговля одеждой в Китае развивается опережающими темпами по сравнению с общемировыми. Легкая промышленность традиционно является трудоемкой отраслью, однако в последнее время становится все более наукоёмкой. Также, в производстве начинает учитываться экологический фактор. В частности, получают распространение возможности перепродажи, аренды, ремонта и переработки одежды. Объем перепродажи одежды в 2022 г. составил 177 млрд. долл. с большим потенциалом роста.